# Cesta de deplorables

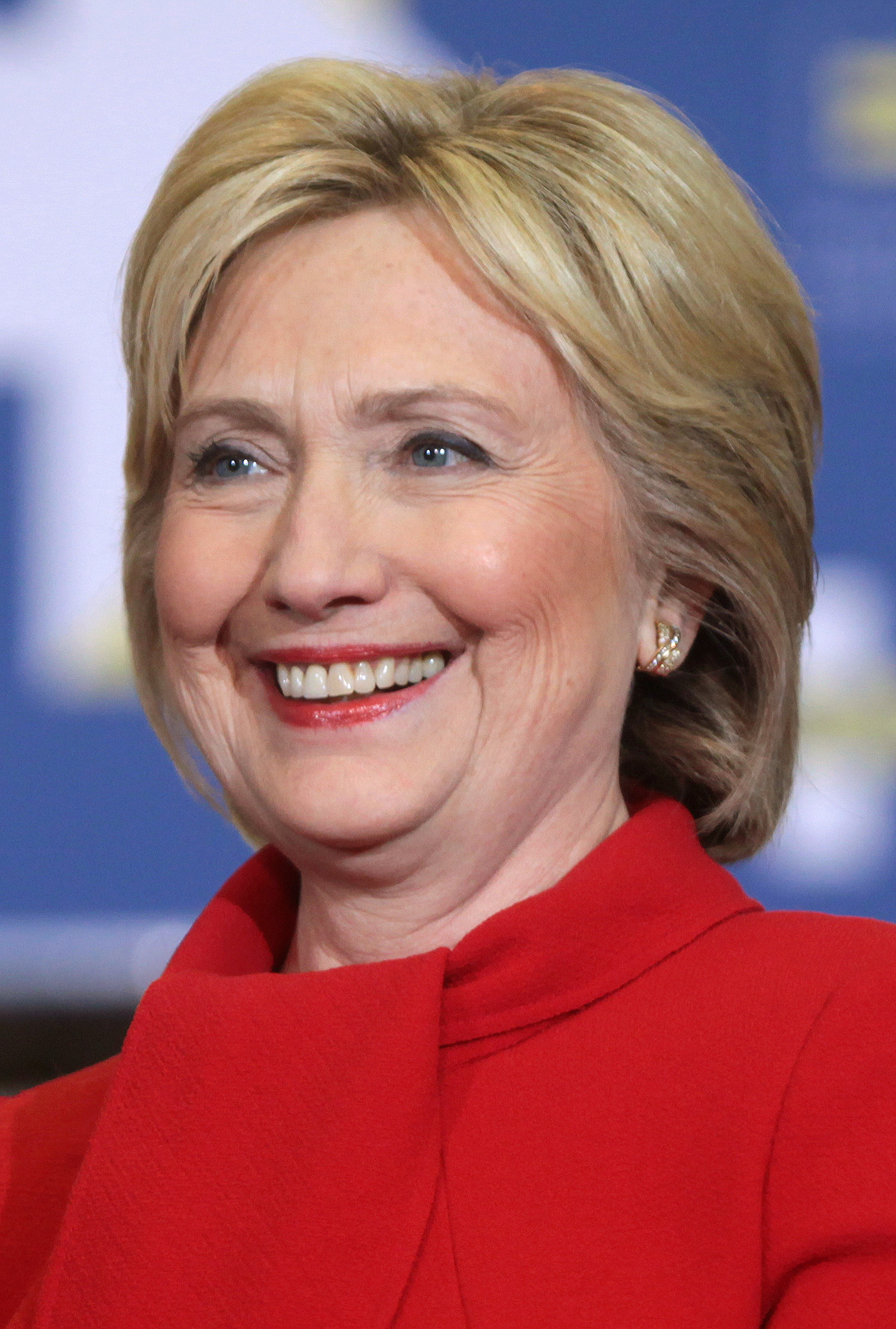
Hillary Clinton.

Cesta de deplorables (en inglés: Basket of deplorables) fue una frase pronunciada durante un discurso de campaña de las elecciones presidenciales de Estados Unidos de 2016 por la candidata del Partido Demócrata Hillary Clinton el 9 de septiembre del mismo año, para aludir a "la mitad" de los partidarios de su oponente Donald Trump, del Partido Republicano, refiriéndose específicamente a las acusaciones recibidas por varios partidarios de Trump por emitir un discurso violento, racista, homófobo, y xenófobo. Al día siguiente, la propia Clinton expresó su pesar por "haber dicho la mitad", e insistió en que Trump había amplificado deplorablemente "opiniones y voces de odio".
La campaña de Trump usó repetidamente la frase contra Clinton durante y después de las elecciones presidenciales de 2016, acusándola de generalizar e insultar a los votantes. Muchos partidarios de Trump adoptaron el apodo "deplorable" a modo de reapropiación. Algunos periodistas y analistas políticos opinaron que la frase pudo tener alguna incidencia en la sorpresiva victoria de Trump en los comicios. Clinton admitió en su libro de 2017, Lo que pasó, que ella misma consideraba la frase como un factor de su derrota.

## Contexto
A lo largo de su campaña presidencial, Hillary Clinton expresó sus preocupaciones con respecto a Donald Trump y sus partidarios. The New York Times y CNN citaron la articulación anterior de Clinton de ideas similares a la frase en su discurso de campaña del 25 de agosto de 2016 en un mitin en Reno, Nevada. En ese discurso, Clinton había criticado la campaña de Trump por usar «mentiras racistas» y permitir que la derecha alternativa ganara protagonismo, alegando que Trump estaba "tomando a los grupos de odio en la corriente principal y ayudando a una franja radical a apoderarse del Partido Republicano". Clinton también criticó a Trump por elegir a Steve Bannon como su director ejecutivo, teniendo en cuenta el papel de Bannon como presidente ejecutivo del sitio web de noticias de extrema derecha Breitbart News. Clinton leyó varios titulares del sitio, incluyendo "¿Preferirías que tus hijas tuvieran feminismo o cáncer?" y "Alzala alta y orgullosa: la bandera confederada proclama una herencia gloriosa". Ese mismo día, Clinton publicó un vídeo en Twitter que representaba a los supremacistas blancos que apoyaban a Donald Trump. Dentro del vídeo había una entrevista de CNN durante la cual Trump inicialmente se negó a rechazar al nacionalista blanco David Duke.
Durante los eventos de recaudación de fondos de la campaña en agosto de 2016, Clinton, según los informes, explicó su enfoque de dividir y conquistar para cortejar a los votantes republicanos al colocar a los partidarios de Trump en dos "cestas": republicanos cotidianos a los que ella intentaría atraer y los grupos radicales de extrema derecha. Durante una entrevista del 8 de septiembre de 2016 en el Canal 2 de Israel, Clinton declaró: "Puedes tomar a los partidarios de Trump y ponerlos en dos grandes cestas. Hay lo que llamaría los deplorables: los racistas y los que odian, y las personas que se sienten atraídas porque piensan que de alguna manera él va a restaurar una América que ya no existe".

## Discurso
En un evento de recaudación de fondos de la campaña LGBT en la ciudad de Nueva York el 9 de septiembre, Clinton pronunció un discurso y dijo lo siguiente:

Sé que solo nos quedan sesenta días para presentar nuestro caso, y no se sientan satisfechos; no vean el último comentario escandaloso, ofensivo e inapropiado y piensen: "Bueno, esta vez ha terminado". Estamos viviendo en un entorno político volátil.

Sabes, para ser groseramente generalista, podrías poner a la mitad de los partidarios de Trump en lo que yo llamo la cesta de deplorables. (Risas / aplausos) ¿Cierto? (Risas / aplausos) Son racistas, sexistas, homofóbicos, xenófobos, islamofóbicos, lo que sea. Y desafortunadamente, hay personas así. Y los ha levantado. Ha dado voz a sus sitios web que solían tener solo 11,000 visistantes, ahora tienen 11 millones. Tuitea y retuitea su retórica ofensiva, odiosa y mezquina. Ahora, algunas de esas personas, son irredimibles, pero afortunadamente, no son Estados Unidos.

Pero la "otra" cesta, la otra cesta, y lo sé porque cuando miro a esta multitud, veo amigos de todo Estados Unidos aquí: veo amigos de Florida y Georgia y Carolina del Sur y Texas y, además de, ya sabes, Nueva York y California, esa "otra" cesta de personas son personas que sienten que el gobierno los ha decepcionado, que la economía los ha decepcionado, a nadie le importan, a nadie le preocupa lo que les sucede a sus vidas y su futuro; y solo están desesperados por el cambio. Realmente ni siquiera importa de dónde viene. No se tragan todo lo que dice, pero parecen tener alguna esperanza de que sus vidas sean diferentes. No se despertarán y verán que sus trabajos desaparecen, perderán un hijo por heroína, sentirán que están en un callejón sin salida.
Hillary Clinton, CBS News.

## Reacciones posteriores

### Hillary Clinton
Al día siguiente, Clinton expresó su pesar por "haber dicho la mitad", pero insistió en que Trump había amplificado deplorablemente "opiniones y voces de odio". En el segundo debate presidencial en octubre de 2016, después de que Trump mencionara el discurso en respuesta a James Carter, el moderador del debate Anderson Cooper le preguntó a Clinton: "¿Cómo puedes unir a un país si has descartado a decenas de millones de estadounidenses?". Clinton respondió a la pregunta de Cooper diciendo: "Mi altercado no es con sus partidarios, es con él y con la odiosa y divisiva campaña que está llevado a cabo". El 20 de octubre de 2016, durante la 71.ª cena de la Fundación Alfred E. Smith Memorial, Clinton bromeó sobre la frase y dijo a los invitados: "Solo quiero ponerlos a todos en una cesta de adorables".
La campaña de Clinton señaló una serie de encuestas que mostraban que algunos de los partidarios de Trump tenían opiniones negativas hacia los latinos, afroamericanos y musulmanes. La campaña de Clinton utilizó el incidente para tratar de obligar a los miembros de la campaña de Trump a denunciar a sus partidarios extremos. Por ejemplo, después de que Mike Pence se negó a llamar a David Duke "deplorable", el compañero de fórmula de Clinton, Tim Kaine, acusó a Pence de tolerar el racismo y la xenofobia.

### Donald Trump
Donald Trump criticó el comentario de Clinton por insultar a sus seguidores. En una manifestación en Des Moines, Iowa, Trump declaró: "Mientras mi oponente te calumnia como deplorable e irremediable, yo te llamo patriota estadounidense que ama a su país". Durante el resto de las elecciones, Trump invitó a «estadounidenses deplorables» al escenario. En un mitin en Miami, Florida, el 16 de septiembre de 2016, Trump parodió a Les Misérables con el título Les Déplorables utilizando la canción "Do You Hear the People Sing?". Trump también usó la etiqueta contra Clinton en un anuncio, que afirmaba que Clinton «era en sí misma deplorable» porque «demoniza brutalmente a personas trabajadoras como usted». El 8 de noviembre de 2017, un año después de las elecciones, Trump agradeció a «sus deplorables» por su victoria.
Otros en la campaña de Trump respondieron negativamente a la declaración. El compañero de fórmula de Trump, Mike Pence, declaró en una reunión de Capitol Hill: "Expresar tal desdén por millones de estadounidenses es una razón más que descalifica a Hillary Clinton para servir en el cargo más alto". Kellyanne Conway, gerente de campaña de Trump, había emitido una declaración en Twitter, afirmando: "Un día después de prometer ser aspiracional y estimulante, Hillary insulta a millones de estadounidenses".
Mientras tanto, Roger Stone y Donald Trump Jr. publicaron un póster de la película de parodia de The Expendables en Twitter e Instagram titulado "The Deplorables", que incluía la cara de Pepe the Frog entre los miembros de la familia Trump y otras figuras populares entre la derecha alternativa.
Durante y después de las elecciones, el apodo de "deplorables" fue reapropiado por muchos partidarios de Trump. En los últimos meses antes de las elecciones, la campaña de Trump lanzó productos oficiales con la palabra "deplorable". Semanas antes de la juramentación de Trump como presidente, se celebraron varias celebraciones con la palabra "deplorable". Una celebración notable fue DeploraBall, que fue celebrada por los partidarios de Trump y varios miembros de la derecha alternativa en el National Press Building del 19 al 20 de enero de 2017.

## Análisis
El día después del discurso de Clinton, algunos analistas políticos compararon la declaración con el "lapsus del 47%" de Mitt Romney en 2012.
Después de las elecciones, Diane Hessan, que había sido contratada por la campaña de Clinton para rastrear a los votantes indecisos, escribió en The Boston Globe que "se desató el infierno" después del comentario de la "cesta de deplorables", lo que provocó lo que vio como el mayor cambio de votantes indecisos hacia Trump. El politólogo Charles Murray dijo, en una entrevista postelectoral con Sam Harris, que debido a que el comentario ayudó a que Donald Trump fuera elegido, Murray estuvo de acuerdo con Jonathan Haidt en que había "cambiado la historia del mundo, y él [Haidt] puede muy bien estar en lo cierto. Ese comentario en sí mismo puede haber arrojado suficientes votos, ciertamente fue emblemático del desdén con que la Nueva Clase Alta mira a los estadounidenses convencionales.
En una entrevista con CNN el 4 de diciembre de 2016, el gerente de campaña de Hillary Clinton, Robby Mook, dijo que la declaración "definitivamente podría haber alejado a sus votantes". Mientras tanto, Courtney Weaver, de Financial Times, creía que el comentario de Clinton no tuvo ningún efecto en las elecciones, afirmando: "Argumentar que una palabra le costó a la señora Clinton la elección es una tontería". Sin embargo, Weaver reconoció que la declaración "no lastimó a su oponente". James Taranto de The Wall Street Journal escribió que Clinton solo dijo que lamentaba haber dicho la mitad sin indicar si había subestimado o sobrestimado.
El columnista de espectadores Charles Moore comparó el impacto de la declaración con el de los comentarios del izquierdista británico Nye Bevan que menospreciaban a los miembros del Partido Conservador Británico como "inferiores a los bichos" (en inglés: "lower than vermin") en 1948. Moore señaló que estos comentarios provocaron una indignación similar y condujeron a la formación del "Vermin Club".
Algunos opositores de Trump pusieron la frase en contra de la administración de Trump, por ejemplo, la escritora de Time Darlena Cunha opinó que varios miembros nominados para el gabinete de Trump eran una "cesta de deplorables" que propagaban el racismo, la islamofobia y el antisemitismo.
En su libro de 2017, Lo que pasó, la propia Clinton admitió que la frase seguramente fue un factor determinante de su derrota. Rich Lowry, de Politico, describe la interpretación conservadora del uso del término por parte de Clinton como "un término injusto y despectivo para las personas que creen cosas razonables pero políticamente incorrectas (la inmigración debe ser restringida, los jugadores de la NFL deben mantenerse firmes durante el himno nacional, #AllLivesMatter, etc.)".